# Bruine bosuil
De bruine bosuil (Strix leptogrammica) is een lid van de familie van de 'echte' uilen (Strigidae).

## Verspreiding en leefgebied
Deze soort komt voor in Zuid-Azië van India en Sri Lanka oostelijk naar West-Indonesië en Zuid-China en telt 14 ondersoorten:
- S. l. ticehursti: zuidoostelijk China en noordelijk Indochina.
- S. l. caligata: Taiwan en Hainan.
- S. l. laotiana: zuidelijk Laos en centraal Vietnam.
- S. l. newarensis: noordelijk India, Nepal en Bangladesh.
- S. l. indranee: centraal en zuidelijk India.
- S. l. ochrogenys: Sri Lanka.
- S. l. maingayi: Malakka.
- S. l. myrtha: Sumatra.
- S. l. nyctiphasma: Banyakeilanden.
- S. l. niasensis: Nias.
- S. l. chaseni: Billiton.
- S. l. leptogrammica: centraal en zuidelijk Borneo.
- S. l. vaga: noordelijk Borneo.
- S. l. bartelsi: Java.